# Чандра Чізборо
Чандра Чізборо (англ. Chandra Cheeseborough; нар. 10 січня 1959) — американська легкоатлетка, що спеціалізується на спринті, дворазова олімпійська чемпіонка та срібна призерка Олімпійських ігор 1984 року.

## Кар'єра
| Рік             | Змагання         | Місто             | Місце           | Дисципліна            | Примітки        |
| Представник США | Представник США  | Представник США   | Представник США | Представник США       | Представник США |
| --------------- | ---------------- | ----------------- | --------------- | --------------------- | --------------- |
| 1976            | Олімпійські ігри | Монреаль, Канада  | 6               | біг на 100 метрів     | 11.31           |
| 1976            | Олімпійські ігри | Монреаль, Канада  | 6               | біг на 200 метрів     | 23.20           |
| 1976            | Олімпійські ігри | Монреаль, Канада  | 7               | естафета 4×100 метрів | 43.35           |
| 1984            | Олімпійські ігри | Лос-Анджелес, США | 2               | біг на 400 метрів     | 49.05           |
| 1984            | Олімпійські ігри | Лос-Анджелес, США | 1               | естафета 4×100 метрів | 41.65           |
| 1984            | Олімпійські ігри | Лос-Анджелес, США | 1               | естафета 4×400 метрів | 3:18.29         |